# Бейзимівська сільська рада
Бейзимівська сільська рада — колишня адміністративно-територіальна одиниця та орган місцевого самоврядування у Янушпільському і Чуднівському районах Житомирської і Бердичівської округ, Вінницької і Житомирської областей УРСР та України з адміністративним центром у с. Бейзимівка.

## Населені пункти
Сільській раді були підпорядковані населені пункти:
- с. Бейзимівка

## Населення
Кількість населення ради, станом на 1923 рік, становила 1 129 осіб, кількість дворів — 221.
Відповідно до перепису населення СРСР, на 17 грудня 1926 року чисельність населення ради становила 1 125 осіб, з них за статтю: чоловіків — 549, жінок — 576; за етнічним складом — всі українці. Кількість домогосподарств — 232, з них, несільського типу — 4.
Відповідно до результатів перепису населення 1989 року, кількість населення ради, станом на 12 січня 1989 року, становила 760 осіб.
Станом на 5 грудня 2001 року, відповідно до перепису населення України, кількість мешканців сільської ради становила 637 осіб.

## Склад ради
Рада складалась з 12 депутатів та голови.

## Керівний склад сільської ради
| ПІБ                           | Основні відомості                                                                       | Дата обрання | Дата звільнення |
| ----------------------------- | --------------------------------------------------------------------------------------- | ------------ | --------------- |
| Гаврилюк Олександр Васильович | Сільський голова, 1969 року народження, освіта                                          | 26.03.2006   | 31.10.2010      |
| Гаврилюк Олександр Васильович | Сільський голова, 1969 року народження, освіта середня спеціальна, член народної партії | 31.10.2010   |                 |

Примітка: таблиця складена за даними джерела

## Історія
Раду було утворено 1923 року в с. Бейзимівка Янушпільської волості Житомирського повіту Волинської губернії.
Станом на 1 вересня 1946 року сільська рада входила до складу Чуднівського району Житомирської області, на обліку в раді перебувало с. Бейзимівка.
5 березня 1959 року була ліквідована, територію приєднано до Бабушківської сільської ради. Відновлена 17 січня 1977 року в зв'язку з перенесенням центру Галіївської сільської ради до Бейзимівки, з відповідним перейменуванням ради, та підпорядкуванням с. Галіївка, котре, 2 березня 1978 року, було передане до складу Маловолицької сільської ради.
Припинила існування 2018 року в зв'язку з об'єднанням до складу Вільшанської сільської територіальної громади Чуднівського району Житомирської області.
Входила до складу Янушпільського (7.03.1923 р.) та Чуднівського (17.06.1925 р., 17.01.1977 р.) районів.